# 林子聰
林子聰（Lam Chi Chung、ラム・ジーチョン 1976年8月16日 - ）は香港の俳優である。

## 人物
太った体型を生かしてコメディ映画に多数出演し、チャウ・シンチーに見出され、「少林サッカー」や「カンフーハッスル」でスターの仲間入りを果たす。最近では監督業にも進出した。

## 代表作
- ダンス・オブ・ドリーム (2001)<未>
- 少林サッカー(2001)
- カンフーハッスル (2004)
- インファナル・アンフェア 無間笑 (2004)<未>
- MY MOTHER IS A BELLY DANCER (2006)
- カンフー無敵 (2006)
- 少林少女 (2008)
- ミラクル7号 (2008)

<未>は日本での劇場未公開作品

## 監督作
- I'll call you　(I'll call you 得閒飲茶)

## 日本語吹替声優
- 塩屋浩三
- 草尾毅